# Pour la vertu militaire

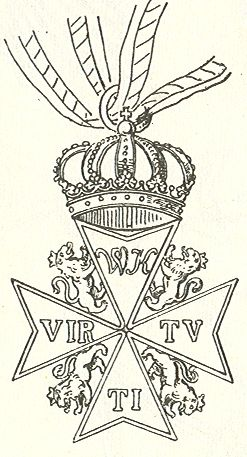
Pour la vertu militaire

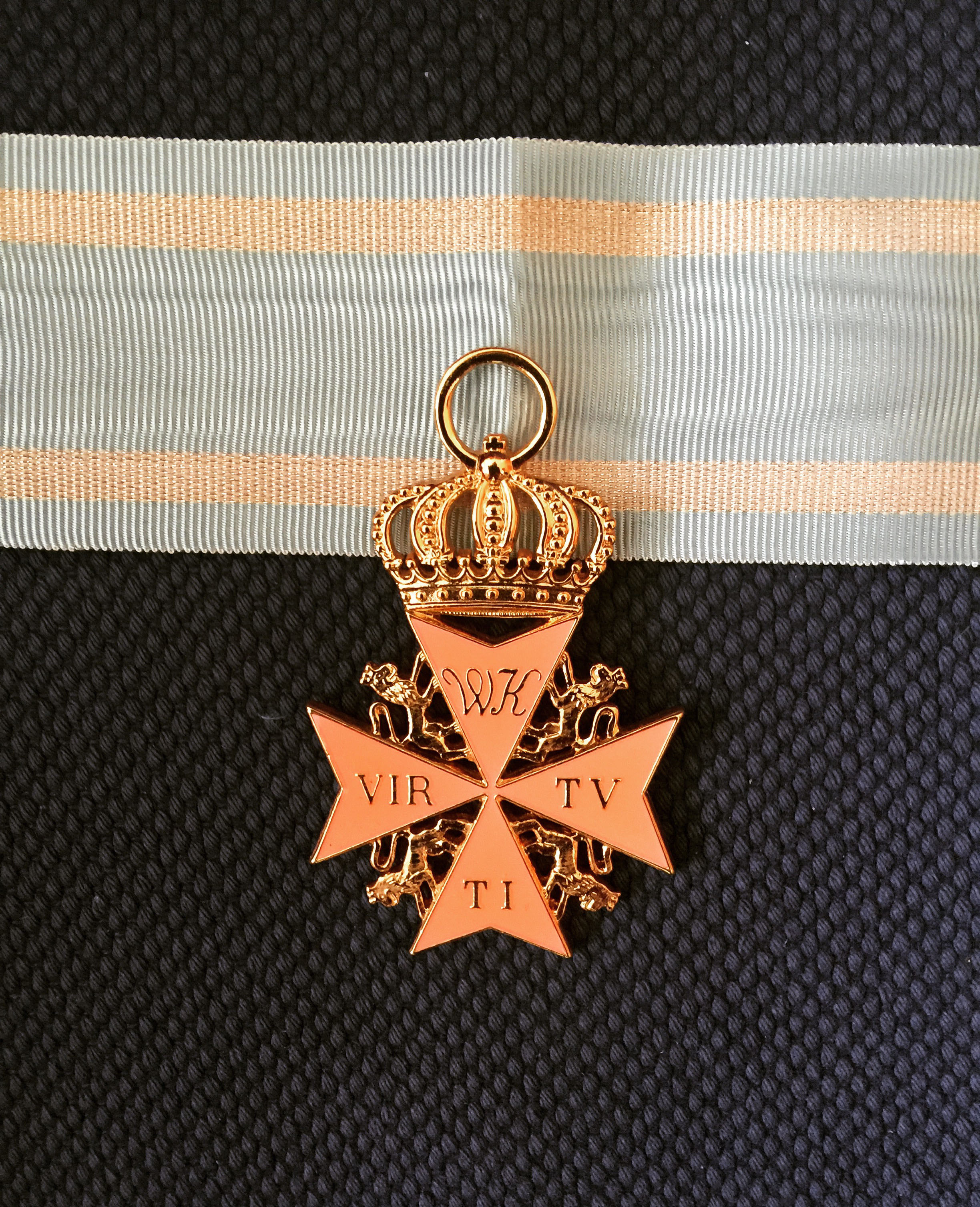
Militär-Verdienstorden (Replik)

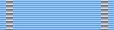
Ordensband

Der Orden Pour la vertu militaire wurde am 25. Februar 1769 durch Landgraf Friedrich II. von Hessen-Kassel in einer Klasse gestiftet und war zur Verleihung von Offizieren für Tapferkeit vorgesehen. In Friedenszeiten wurde der Orden nur ab Stabsoffiziere aufwärts verliehen. Am 22. Oktober 1820 erfolgte die Umbenennung in Militär-Verdienst-Orden.

## Ordensdekoration
Das Ordenszeichen ist ein aus Gold gefertigtes rosafarben emailliertes Malteserkreuz. Über dem Kreuz ist eine massive Fürstenkrone (ab 1803 eine Königskrone) angebracht. In den Kreuzwinkeln stehend goldene gekrönte hessische Löwen. Auf dem oberen Kreuzarm befindet sich das verschlungene  Monogramm F L (Friedrich Landgraf). Nach dem Tode des Stifters 1785 wurde dieses Monogramm auf seinen Nachfolger W L (Wilhelm Landgraf) und nach seiner Standeserhöhung zum Kurfürsten in W K (Wilhelm Kurfürst) geändert. Auf den übrigen Kreuzarmen (rechts/unten/links) sind die Buchstaben VIR TU TI (Für Tapferkeit) zu lesen. Die Rückseite des Kreuzes ist ohne Inschrift.

## Trageweise
Getragen wurde der Orden an einem himmelblauen Band mit silbernen Randstreifen um den Hals.

## Ordensritter
- siehe Liste der Ritter des Ordens Pour la vertu militaire

## Sonstiges
Nach dem Ableben des Inhabers musste die Dekoration von den Erben innerhalb von drei Monaten an die Ordenskanzlei zurückgegeben werden.
Mit der Annexion durch Preußen im Jahre 1866 wurde der Orden nicht mehr verliehen und ist mit dem Tode des letzten Ritters Prinz Alexander von Hessen-Darmstadt am 15. Dezember 1888 erloschen.